# Houston Dash
A Houston Dash egy amerikai női labdarúgóklub, amely az NWSL bajnokságában szerepel. A klub székhelye Houstonban található. Hazai mérkőzéseiket a BBVA Stadionban játsszák.

## Története
A 2013-ban alapított együttes az MLS részt vevő Houston Dynamo női szakosztályaként működik. A klub tulajdonosi csoportjának tagjai, a Dynamo, Gabriel Brener, Jake Silverstein, Ben Guill, a világ- és olimpiai bajnok ökölvívó Oscar De La Hoya, és a Houston Rockets kosárlabdázója, a 2017–18-as NBA-szezon legértékesebb játékosa James Harden. 

## Játékoskeret
2021. március 11-től
| #  |     | Poszt | Név                |
| -- | --- | ----- | ------------------ |
| 1  | USA | K     | Jane Campbell      |
| 20 | USA | K     | Lindsey Harris     |
| 99 | USA | K     | Amanda Dennis      |
| 2  | CAN | V     | Allysha Chapman    |
| 4  | USA | V     | Megan Kelly        |
| 11 | USA | V     | Megan Oyster       |
| 21 | JAM | V     | Deneisha Blackwood |
| 23 | USA | V     | Ally Prisock       |
| 25 | USA | V     | Katie Naughton     |
| 27 | USA | V     | Annika Schmidt     |
| 5  | USA | KP    | Gabby Seiler       |
| 9  | USA | KP    | Haley Hanson       |
| 10 | USA | KP    | Christine Nairn    |

| #  |     | Poszt | Név                    |
| -- | --- | ----- | ---------------------- |
| 13 | CAN | KP    | Sophie Schmidt         |
| 14 | USA | KP    | Brianna Visalli        |
| 19 | USA | KP    | Kristie Mewis          |
| 28 | USA | KP    | Cami Privett           |
|    | USA | KP    | Emily Ogle             |
| 3  | ENG | CS    | Rachel Daly            |
| 6  | USA | CS    | Shea Groom             |
| 7  | USA | CS    | Katie Stengel          |
| 8  | CAN | CS    | Nichelle Prince        |
| 12 | USA | CS    | Veronica Latsko        |
| 24 | USA | CS    | Jamia Fields           |
| 26 | USA | CS    | Bridgette Andrzejewski |

## Korábbi híres játékosok
| - Brittany Bock - Amber Brooks - Niki Cross - Becky Edwards - Whitney Engen - Morgan Gautrat - Sarah Hagen - Michaela Hahn - Caity Heap - Melissa Henderson - Sofia Huerta - Jordan Jackson - Cece Kizer - Meghan Klingenberg - Camille Levin - Carli Lloyd - Ella Masar - Tiffany McCarty - Jessica McDonald - Rebecca Moros - Stephanie Ochs - Cami Privett - Cari Roccaro - Meleana Shim - Kealia Watt - Brigitte Henriques | - Ellie Brush - Clare Polkinghorne - Kyah Simon - Lydia Williams - Nina Burger - Chioma Ubogagu - Dominique Richardson - Andressinha - Bruna Benites - Camila - Poliana - Rafaelle Souza - Thembi Kgatlana - Linda Motlhalo - Janine van Wyk - Denise O’Sullivan - Lindsey Agnew - Janine Beckie - Kaylyn Kyle - Erin McLeod - Lauren Sesselmann - Melissa Tancredi - Bianca Henninger - Teresa Noyola - Arianna Romero - Osinachi Ohale |